# 村田綾
村田 綾（むらた あや、1987年11月9日 - ）は、日本の女優、タレント、アイドル、司会者。
埼玉県さいたま市出身（さいたま観光大使）。オフィス・メイを経て、株式会社Team Mに所属。夫は俳優の森田桂介。

## 経歴
2008年7月、芸名を本名の「村田綾子」から現在の「村田綾」に改名。
2008年2月～2009年11月まで、同事務所の若手5人組で結成されたユニットFu-Fuのメンバーとして、路上ライブなどの活動をしていた。
2010年秋より、女性二人組の歌手ユニット「flower wrap（フラワーラップ）」を結成する。

## 人物
- 趣味は読書、スポーツ全般、ピアノ。
- 特技は電卓の早打ちで、電卓技能検定1級を持っている。
- 視力が良すぎるため、近くを見るための眼鏡を持っている。
- 2歳上の姉がいる[3]。

## 出演

### テレビ
- ドラマコンプレックス「都立水商!」（日本テレビ、2006年3月28日）
- 土曜ワイド劇場「さくら署の女たち」（テレビ朝日、2006年9月9日）  - 杉本美里 役
- 火曜ドラマゴールド「ビネツ～美肌の誘惑」（日本テレビ、2006年11月21日）
- 警視庁捜査ファイル さくら署の女たち（テレビ朝日、2007年7月 - 9月） - 犬飼恵 役
- ラブログ（フジテレビ、2009年12月28日） - 「あやっぺ」として出演
- ごごたま 「自転車に乗って～埼玉サイクリング～」（テレビ埼玉、2012年4月2日 - ）
- のびのびシティさいたま市（テレビ埼玉、2013年10月6日 - 2015年3月22日）
- たまカフェ（テレビ埼玉、2016年4月2日 - ）

### ラジオ
- Weekend Breeze（REDS WAVE、2008年 - 2009年12月） - レギュラーパーソナリティー
- GOOD MORNING TOKYO（J-WAVE、2008年10月 - 2009年3月） - レギュラーレポーター
- 村田綾のKeep Smile （REDS WAVE、2010年1月 - 、毎週日曜13:00 - 14:55） ※『Weekend Breeze』の後継番組

### インターネット
- 音事協TV（GYAO!、2009年10月 - 2010年6月） - マスコットガール（MC）
- HIT IT! エンタメプラス（音事協チャンネル、2010年7月 - ） - レポーター
- ケイダッシュステーション、ブレイクは突然に!（GyaOジョッキー、2008年8月22日・11月21日） - ゲスト
- タケミネット（あっ!とおどろく放送局、2008年 - 2010年8月1日） - 毎月1回出演
- イケ☆スタ たじろぎ☆LIP（2010年10月8日 - 、毎週第2・4金曜23:00 - ）
- テレボート（2011年6月 - ） - ナビゲーター
- 埼玉県地域情報番組 アマチアス（2014年1月 - ） - メインMC

### 映画
- ネガティブハッピー・チェーンソーエッヂ （2008年1月19日公開、日活、監督：北村拓司）
- いぬばか （2009年11月21日公開、ケイダッシュステージ/リンクライツ/中目黒製作所、監督：ヨリコジュン）
- たまえのスーパーはらわた （2018年10月20日公開、KATSU-do、監督：上田慎一郎） - 綾子 役
- 漫画誕生　（2019年11月30日公開、監督：大木萠） - マツ 役

### 舞台
- 鈴木家のはなし #00 （新宿SPACE雑遊、2008年12月5日 - 10日）
- ザ 東京マルガンVol.2「チャペルより愛を込めて」 （池袋シアターグリーン、2010年4月22日 - 25日）
- ザ 東京マルガンVol.3「湘南より愛を込めて」 （六本木アトリエフォンテーヌ、2010年10月21日 - 24日）
- 東京カンカンブラザーズ第2回公演「雲心～コウモリが見た光～」（シアターブラッツ、2011年10月26日 - 30日）
- and Me produce number7「愛想笑いしかできない」（下北沢OFF・OFFシアター、2011年11月30日 - 12月6日）
- 東京カンカンブラザーズ第3回公演「溺愛～何かが足りない日曜日～」（サンモールスタジオ、2012年4月26日 - 30日）
- and Me produce number8「ファミリー（仮）」（下北沢OFF・OFFシアター、2012年11月21日 - 27日）

### CM
- JALカード～だいたい同じ篇（2011年10月 - 2012年1月）

### 雑誌
- 「ランナーズ9月号」表紙 （2005年7月）

### イベント
- パナホーム埼玉支社「地域ふれ愛フェスティバル2009・2010・2011・2012」総合司会
- 村田綾のRaji☆ラブ （ラドンナ原宿、2011年9月17日）アーティストライブの企画及び総合司会
- 埼玉県警一日警察署長など
  - 川口警察署一日交通課長（2007年12月7日）
  - 浦和警察署一日警察署長（2008年9月18日）
  - 大宮東警察署一日警察署長（2012年4月6日）